# Gynoplistia hyalinata
Gynoplistia hyalinata är en tvåvingeart som beskrevs av Alexander 1923. Gynoplistia hyalinata ingår i släktet Gynoplistia och familjen småharkrankar. Inga underarter finns listade i Catalogue of Life.